# Gara-halom
A Gara-halom Nyírkarász északi részén, a Kisvárdát és Baktalórántházát összekötő úttól nyugatra található, 13. században épített földvár.

## Története
A várat a 13. század közepe táján építtette Drugh fia Sándor, aki itt Nyírkarászon rendezte be birtokközpontját, és építette meg a későbbiekben Gara-halom-nak nevezett földvárát.
Drugh fia Sándor 1253-ban V. István oldalán harcolt az olmützi csatában, majd 1263-ban részt vett a feketehalmi vár védelmében is, és 1264-ben ott volt az isaszegi csatában is. Később a szörényi bán címet is viselt. A Karásziak azonban itteni birtoka és a birtok központjának számító Karászt is rövid időn belül, már az 1330-as évek közepére elveszítették. Karász új birtokosa a Perényi család lett, amely azonban a földvárat már nem használta, minek következtében az pusztulásnak indult.
Drugh fia Sándor e Karászon fölépített földvárának maradványait nevezik ma Gara-halom néven, mivel a hagyományok szerint a Garai Miklós nádor, aki egykor ugyancsak birtokosa volt Karásznak, itt tartotta a nádori gyűléseket.

## A Gara-halom leírása
Az egykori földvárat egy körben futó árok veszi körül, melynek földanyaga az árok által határolt szigetre van felhalmozva. A 4-6 méter mély árok 4-5 méter szélességű volt. Kívül pedig tapasztott sáncrendszer adta a földvár kettős védelmét.
1894-ben a Gara-halom dombját is feltárták, ott egy honfoglalás kori magyar vitéz sírjára akadtak. A halom tetejéből számítva - mely eredetileg magasabb lehetett - 2 méternyi mélységből, egy lófej, két ezüstből készült szíjdíszítés, egy öt darabra tört kengyel, papírvékonyságú átlyuggatott ezüst lemezkék és egy vasbalta töredékei kerültek felszínre. A leletet a megyei múzeumban helyezték el.